# Eilish Flanagan
Eilish Flanagan (* 2. Mai 1997 in Gortin, County Tyrone, Distrikt Fermanagh and Omagh, Nordirland) ist eine irische Leichtathletin, die sich auf den Hindernislauf spezialisiert hat und auch im Langstreckenlauf an den Start geht. Auch ihre Zwillingsschwester Roisin Flanagan ist als Leichtathletin aktiv.

## Sportliche Laufbahn
Eilish Flanagan besucht seit 2016 die Adams State University in den Vereinigten Staaten und gelangte bei den Crosslauf-Europameisterschaften 2018 in Tilburg nach 21:17 min auf den 17. Platz im U23-Rennen. Im Jahr darauf gewann sie bei den U23-Europameisterschaften in Gävle in 9:51,72 min die Silbermedaille über 3000 m Hindernis hinter der Dänin Anna Emilie Møller und wurde dann im Dezember mit 21:47 min Neunte im U23-Rennen bei den Crosslauf-Europameisterschaften in Lissabon und sicherte sich in der Teamwertung die Silbermedaille hinter dem Team aus den Niederlanden. 2021 qualifizierte sie sich über die Weltrangliste über 3000 m Hindernis für die Olympischen Sommerspiele in Tokio und verpasste dort mit neuer Bestleistung von 9:34,86 min den Finaleinzug. Im Dezember erreichte sie dann bei den Crosslauf-Europameisterschaften in Dublin nach 28:39 min Rang 15. 
2022 belegte sie bei den Commonwealth Games in Birmingham in 9:57,18 min den sechsten Platz über 3000 m Hindernis und anschließend schied sie bei den Europameisterschaften in München mit 10:00,72 min im Vorlauf aus. Im Dezember gelangte sie bei den Crosslauf-Europameisterschaften in Turin nach 27:38 min auf Rang elf im Einzelrennen und gewann in der Teamwertung die Bronzemedaille hinter den Teams aus Deutschland und dem Vereinigten Königreich. Im Jahr darauf wurde sie bei den Crosslauf-Europameisterschaften 2023 in Brüssel nach 37:34 min 44. im Einzelrennen.

## Persönliche Bestleistungen
- 3000 Meter: 8:58,46 min, 31. August 2021 in Rovereto
  - 3000 Meter (Halle): 9:57,11 min, 3. Februar 2018 in Boulder
- 2000 m Hindernis: 6:13,50 min, 13. Juni 2021 in Dublin (irische Bestleistung)
- 3000 m Hindernis: 9:34,86 min, 1. August 2021 in Tokio